# Baltisch voetbalkampioenschap 1912/13
In 1912/13 werd het zesde voetbalkampioenschap gespeeld dat georganiseerd werd door de Baltische voetbalbond. Prussi-Samland werd kampioen en plaatste zich voor de eindronde om de Duitse landstitel. De club verloor in de eerste ronde van Berliner TuFC Viktoria 89 met 6-1. Het was al de vijfde keer dat de Baltische kampioen tegen Viktoria geloot werd.

## Deelnemers aan de eindronde
| Club                          | Gekwalificeerd als        |
| ----------------------------- | ------------------------- |
| SV 1910 Allenstein            | Kampioen van Allenstein   |
| Hertha Schneidemühl           | Kampioen van Bromberg     |
| BuEV Danzig                   | Kampioen van Danzig       |
| Elbinger SV 05                | Kampioen van Elbing       |
| SC Graudenz                   | Kampioen van Graudenz     |
| FC Preußen Gumbinnen          | Kampioen van Insterburg   |
| SV Prussia-Samland Königsberg | Kampioen van Königsberg   |
| Rastenburger SV               | Kampioen van Rastenburg   |
| Germania Stolp                | Kampioen van Stolp/Koslin |
| SC Lituania Tilsit            | Kampioen van Tilsit/Memel |

## Eindronde

### Kwalificatie
|                  |                 |       |               |            |
| 23 februari 1913 | Rastenburger SV | 0 - 4 | SV Allenstein | Rastenburg |
| 23 februari 1913 |                 |       |               | Rastenburg |

|                  |             |          |                        |       |
| 23 februari 1913 | SC Graudenz | walkover | SV Hertha Schneidemühl | Thorn |
| 23 februari 1913 |             |          |                        | Thorn |

### Kwartfinale
|              |                      |       |                    |           |
| 9 maart 1913 | FC Preußen Gumbinnen | 0 - 3 | SC Lituania Tilsit | Gumbinnen |
| 9 maart 1913 |                      |       |                    | Gumbinnen |

|              |               |       |                               |            |
| 9 maart 1913 | SV Allenstein | 2 - 5 | SV Prussia-Samland Königsberg | Allenstein |
| 9 maart 1913 |               |       |                               | Allenstein |

|              |                |       |             |        |
| 9 maart 1913 | Elbinger SV 05 | 5 - 6 | SC Graudenz | Elbing |
| 9 maart 1913 |                |       |             | Elbing |

|              |             |       |                   |        |
| 9 maart 1913 | BuEV Danzig | 7 - 0 | SV Germania Stolp | Danzig |
| 9 maart 1913 |             |       |                   | Danzig |

### Halve Finale
|               |                    |       |                               |        |
| 16 maart 1913 | SC Lituania Tilsit | 1 - 4 | SV Prussia-Samland Königsberg | Tilsit |
| 16 maart 1913 |                    |       |                               | Tilsit |

|               |             |       |             |              |
| 16 maart 1913 | SC Graudenz | 1 - 5 | BuEV Danzig | Marienwerder |
| 16 maart 1913 |             |       |             | Marienwerder |

### Finale
|               |                               |       |             |                          |
| 30 maart 1913 | SV Prussia-Samland Königsberg | 7 - 1 | BuEV Danzig | Herzogsacker, Königsberg |
| 30 maart 1913 |                               |       |             | Herzogsacker, Königsberg |